# Photosynth
Photosynth是美國微軟公司 Microsoft Live Lab 所研發的軟體。它會判斷出照片和照片之間的共同點，並依此建構出各種不同角度和來源照片的3D真實場景。

## 外部連結
- Photosynth（页面存档备份，存于） 官方網站 （英文）
- Official Team Blog（页面存档备份，存于）
- Official University of Washington Photo Tourism Site（页面存档备份，存于）